# عموی من رافائل

عموی من رافائل (انگلیسی: My Uncle Rafael) یک فیلم آمریکایی است به کارگردانی Marc Fusco که در سال ۲۰۱۲ منتشر شد.

## فیلمنامه
این فیلم براساس نمایشنامه‌ای تحت عنوان گنج‌های عمو رافائل Rafael Keroo Gandzere نوشته واهیک پیرحمزه‌ای ساخته شده است.

## بازیگران
از بازیگران آن می‌توان به جان مایکل هیگینس، میسی پایل، واهیک پیرحمزه‌ای، ریچل بلانچارد و کارلی چایکین اشاره کرد.